# A porta gayola

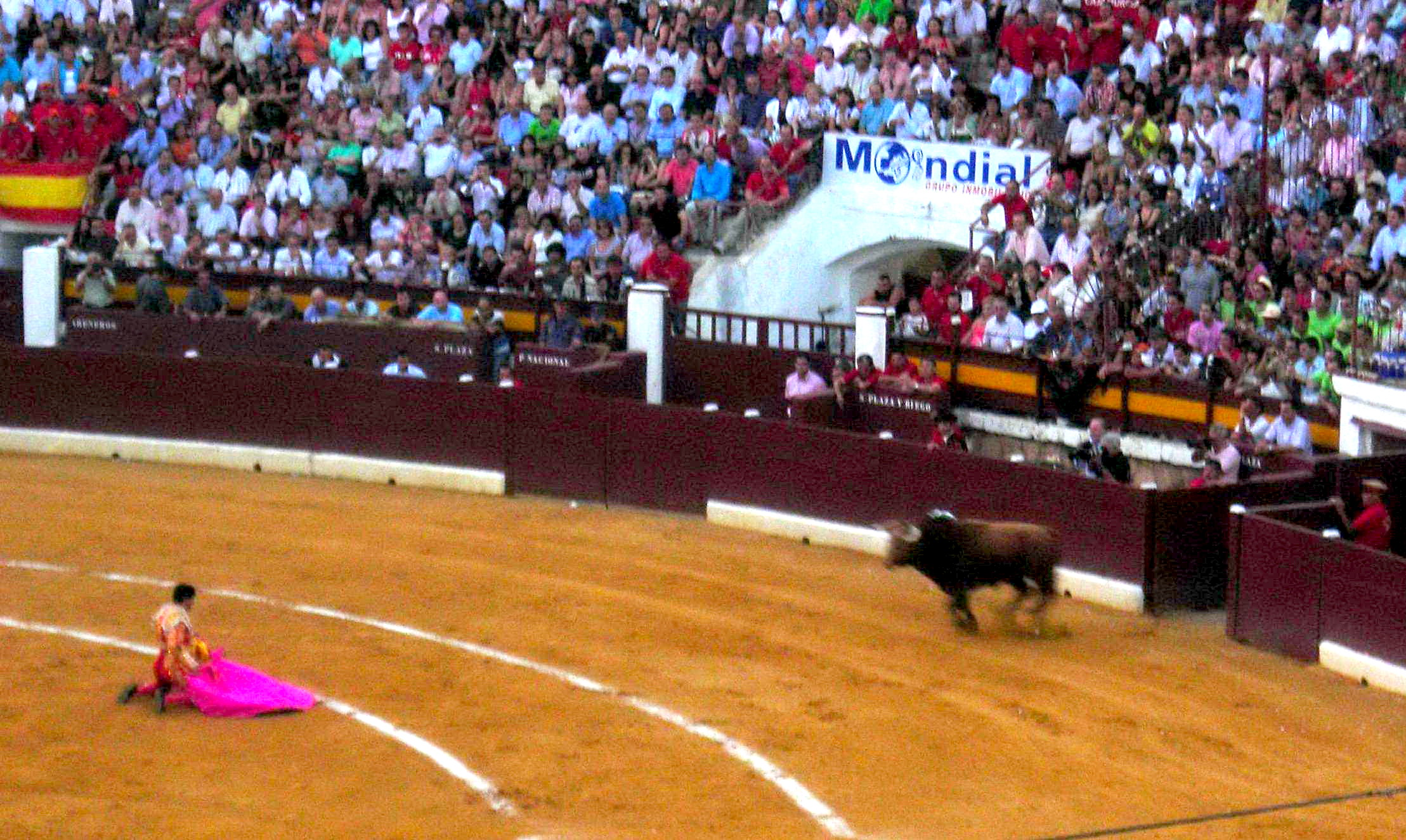
Pepín Liria reçoit le taureau a porta gayola (arènes de Murcie).

A porta gayola désigne la suerte par laquelle le torero attend l'entrée du taureau dans l'arène, seul agenouillé devant la porte du toril au tout début d'une corrida.

## Présentation
Il s'agit d'une expression portugaise, signifiant littéralement : à la porte de la cage. C'est l'un des gestes les plus courageux de la tauromachie.
À ce moment de la corrida, le taureau, qui n'est ni fatigué ni blessé, est particulièrement dangereux. Il l'est d'autant plus que le torero ne connaît encore rien de lui, et en particulier de sa charge : a-t-il une corne préférée ? A-t-il une bonne vision des deux yeux ? Donne-t-il un coup de corne en passant près du leurre ?
Généralement, le taureau charge l'homme dès qu'il l'aperçoit. Le torero passe alors sa cape dans son dos, en un geste qui détourne la charge de l'animal et lui permet de l'éviter, sans se déplacer.
Cette suerte extrêmement spectaculaire divise les aficionados. Certains la jugent tremendiste. D'autres lui reconnaissent une indéniable beauté.
Espartaco a été un grand spécialiste de cette suerte. À José Carlos Arevalo, il a confié :

« Pourquoi croyez-vous que je m'agenouillais si souvent devant la porte du toril pour une larga ? Seulement pour faire joli ? Pour mettre le public en joie ? Non. Pour construire un courage instinctif. C'est ainsi que j'ai acquis la première partie du courage. »

C'est, en tout état de cause, l'un des actes les plus risqués d'une corrida, qui a causé de nombreuses blessures, parfois fatales.
À noter : Il est souvent écrit par erreur « a puerta gayola ».